# KV16
KV16 무덤은 이집트 왕가의 계곡에 위치한 무덤으로, 이집트 제19왕조의 파라오 람세스 1세의 무덤으로 사용되었다. 1817년 10월 이탈리아의 조반니 벨초니가 발견하였다.
람세스 1세의 통치 기간은 2년도 채 되지 않았던 관계로 무덤 공사 역시 제대로 이뤄지지 못했다. 따라서 람세스 1세의 무덤은 길이가 29m에 불과하며 다소 짧은 편이다. 전반적으로 경사진 일자형 복도로서 두 개의 계단을 거치면 매장실로 이어지는 구조를 취하고 있다. 호렘헤브의 무덤 (KV57)처럼 이 무덤도 《관문의 서》로 장식되어 있다. 매장실에는 붉은색 규암으로 만들어진 석관이 그대로 남아 있다.

## 사진

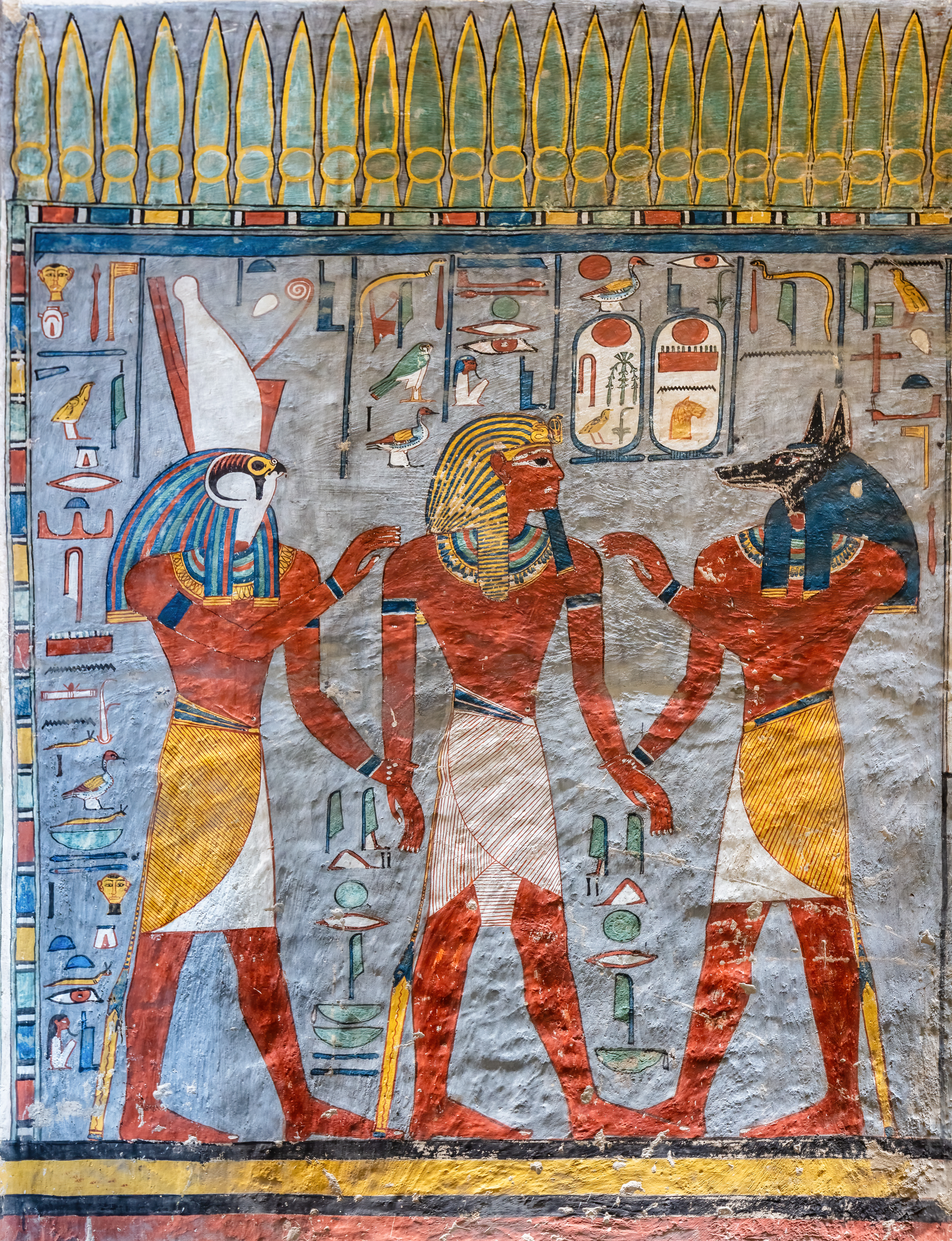
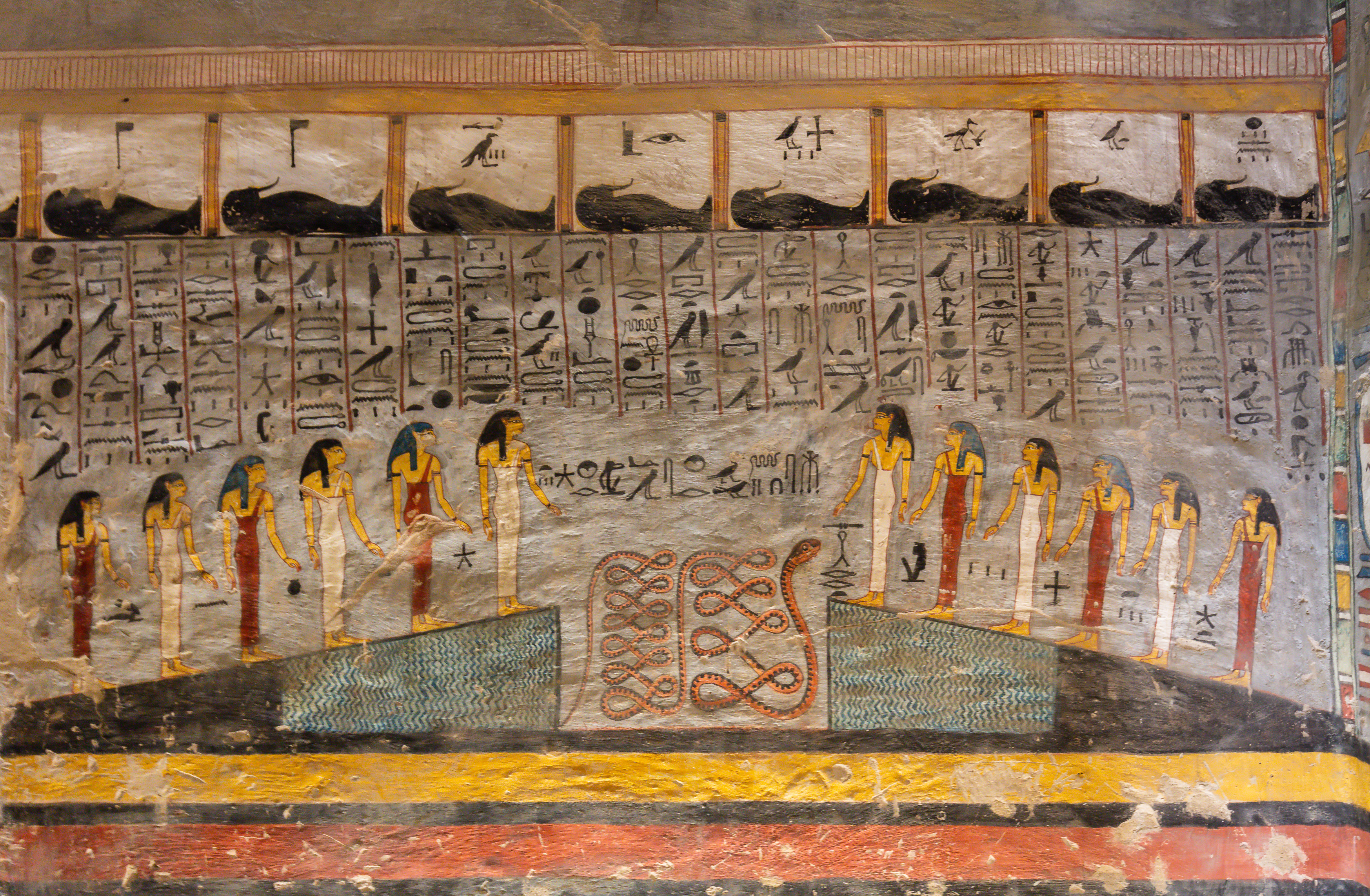
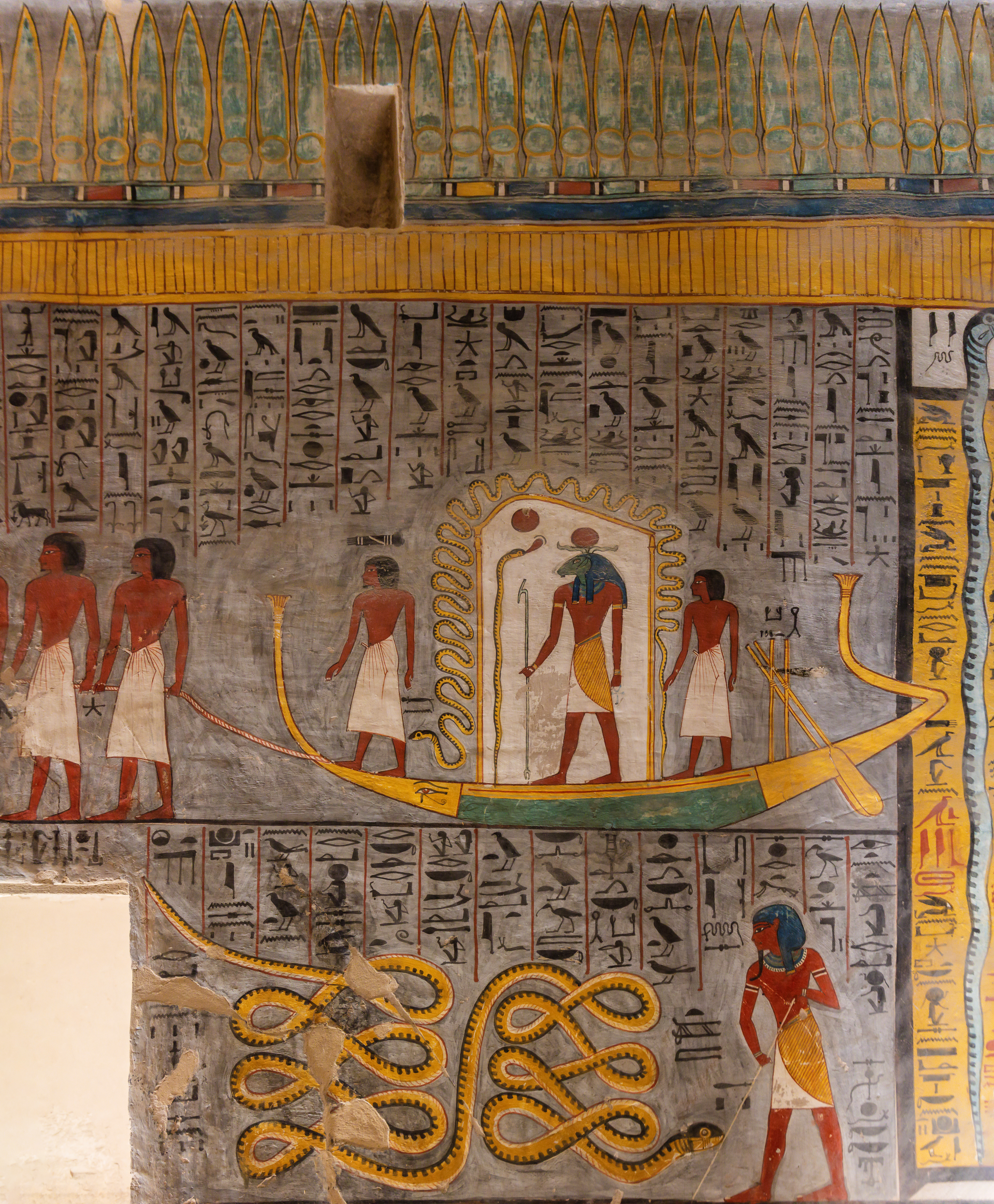
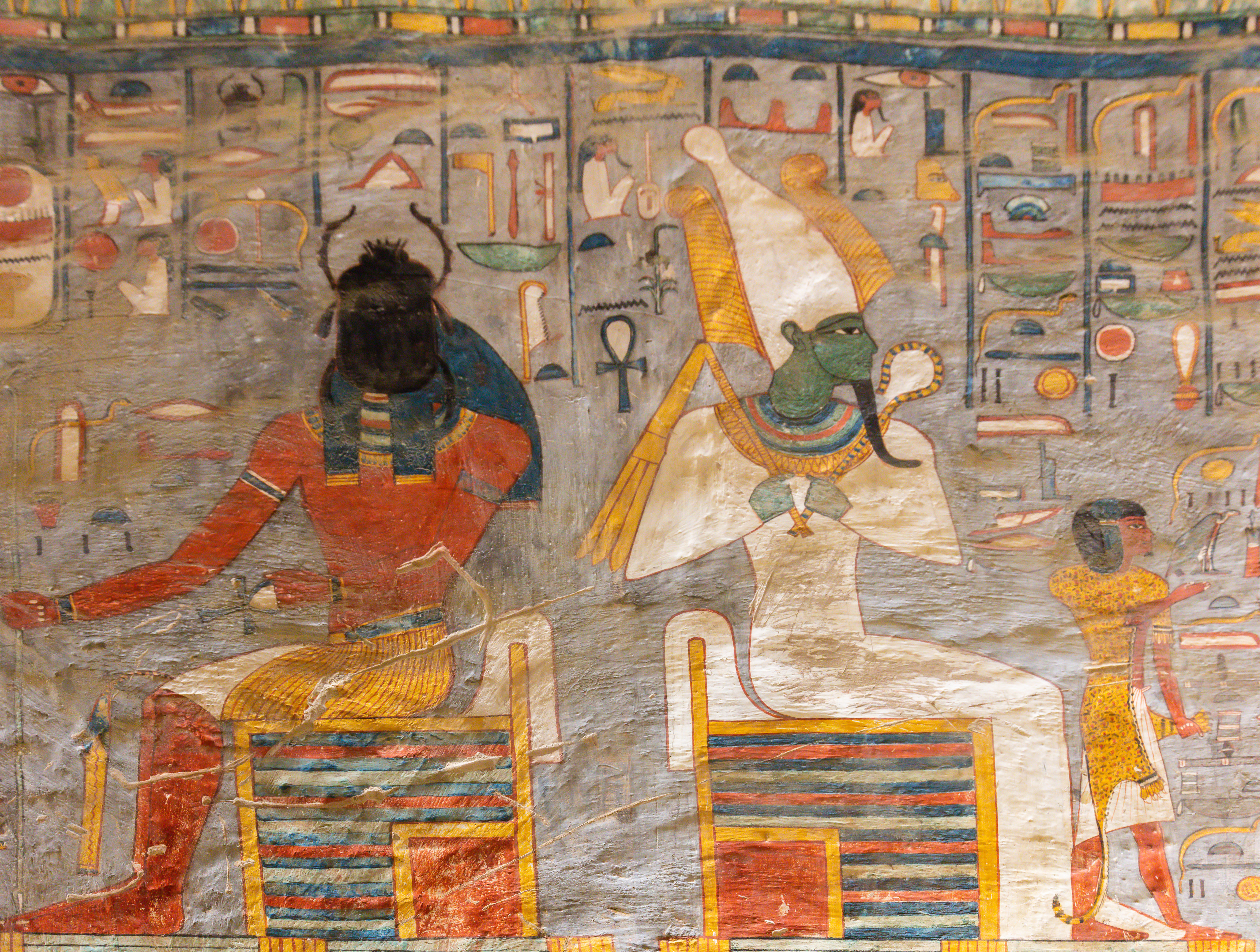
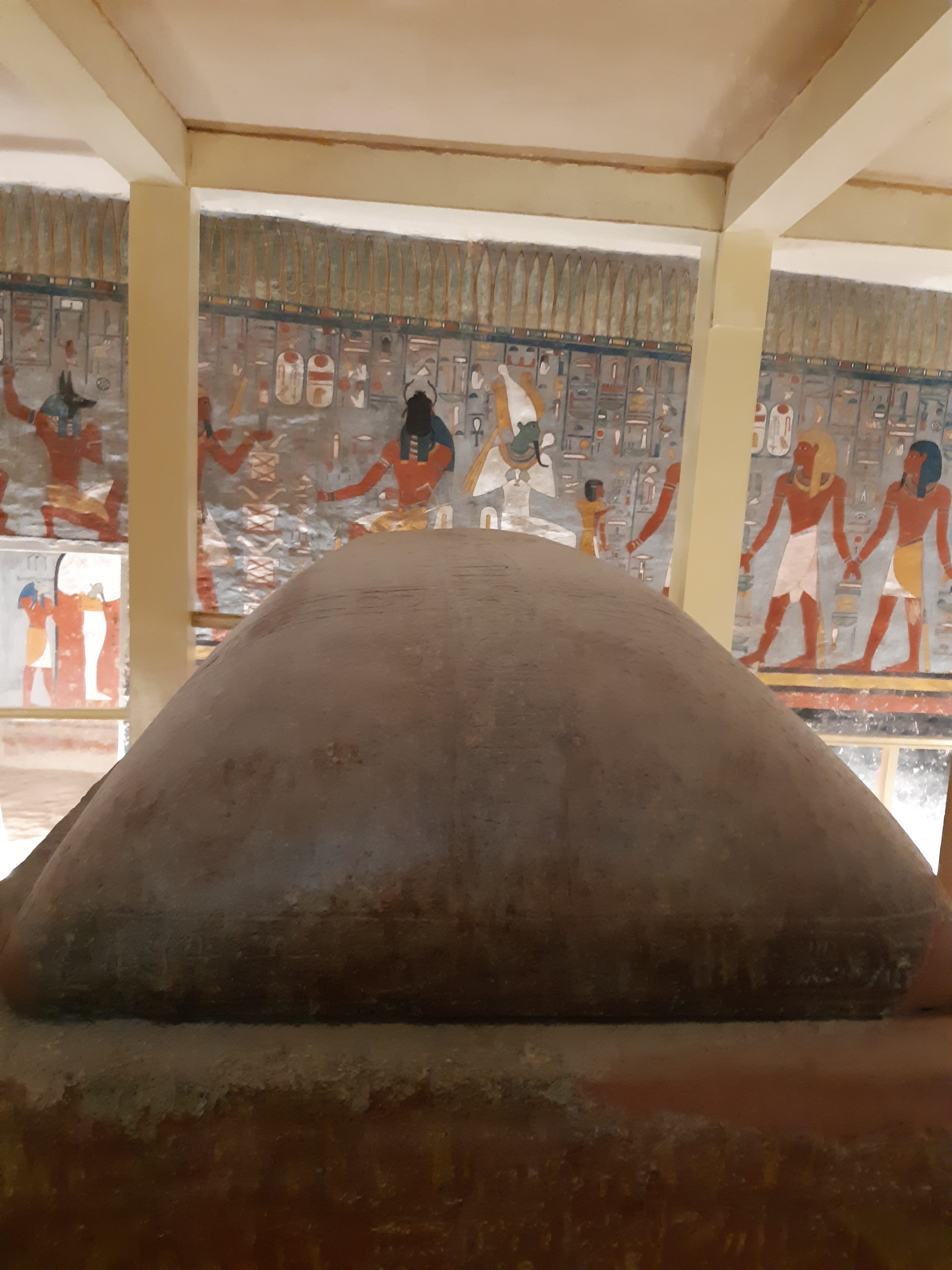
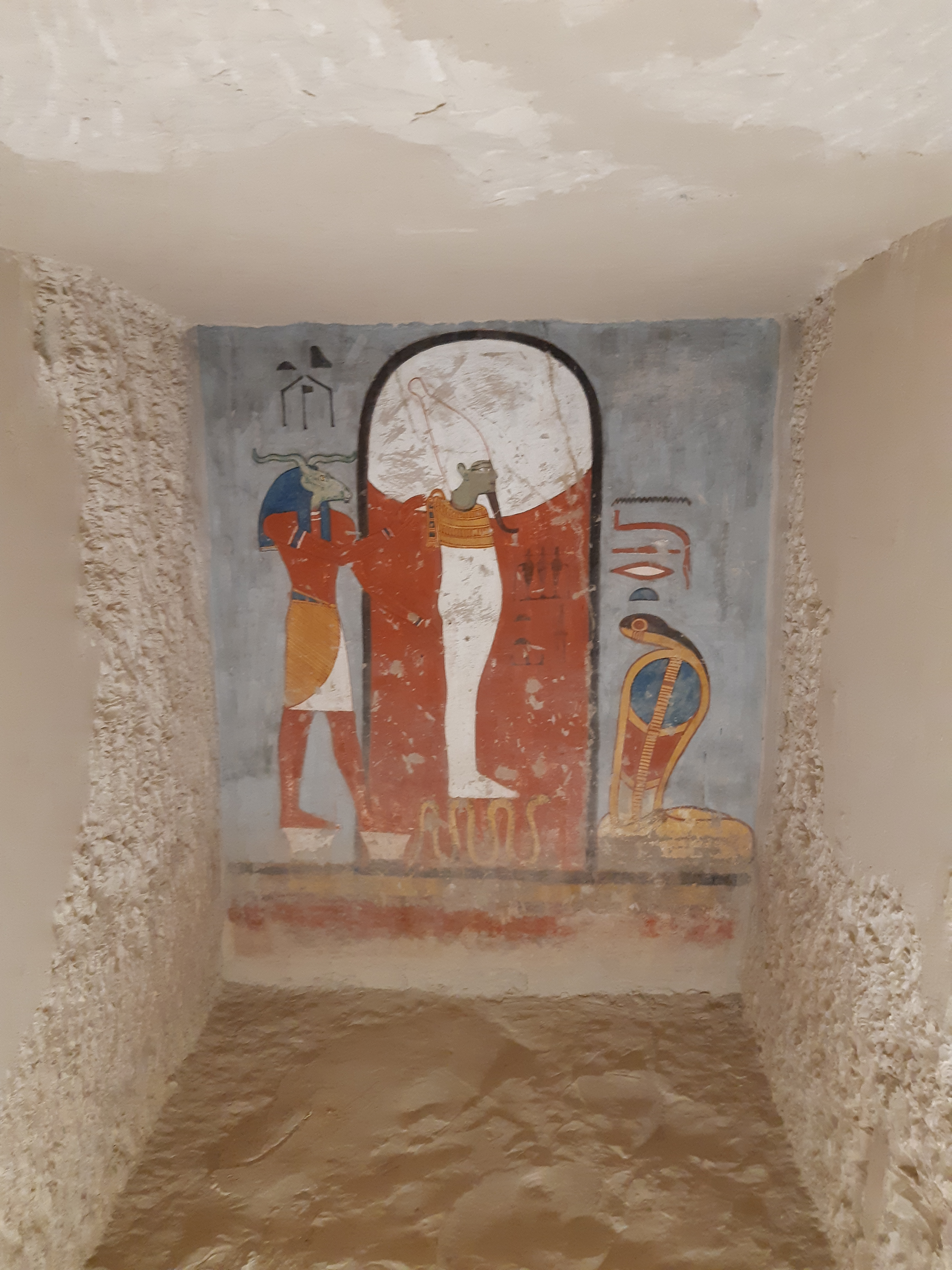

## 참고문헌
- Reeves, N & Wilkinson, R.H. The Complete Valley of the Kings, 1996, Thames and Hudson, London.
- Siliotti, A. Guide to the Valley of the Kings and to the Theban Necropolises and Temples, 1996, A.A. Gaddis, Cairo.